# Аюпова, Шолпан Абылкадыровна
Шолпан Абылкадыровна Аюпова (каз. Шолпан Әбілқадырқызы Аюпова, род. 17 октября 1951; Семей, Казахская ССР) — советский и казахстанский учёный, врач-терапевт высшей категории, организатор здравоохранения высшей категории. кандидат медицинских наук (2001), профессор, заслуженный работник Казахстана (1998). Лауреат Государственной премии Республики Казахстан в области науки и техники (2005).

## Биография
Шолпан Абылкадыровна Аюпова родилась в 1951 году в городе Семипалатинске.
В 1975 году окончила Карагандинский государственный медицинский институт.
В 2001 году защитила учёное звание кандидата медицинских наук, тема диссертации: «Научные основы совершенствования амбулаторно-поликлинической помощи государственным служащим».
С 1975 по 1976 годы — врач-терапевт в госпитале инвалидов Отечественной войны.
С 1976 по 1982 годы — врач-ординатор гастроэнтерологического отделения Республиканской клинической больницы.
С 1982 по 1988 годы — врач-гастроэнтеролог поликлиники, заведующая гастроэнтерологическим отделением.
С 1988 по 1991 годы — заведующая 1-м терапевтическим отделением центральной больницы 4-го Главного управления МЗ Казахской ССР.
С 1991 года — вице-президент по поликлинике АО «Центральная клиническая больница».

## Награды и звания
- 1998 — Указом Президента Республики Казахстан награждена почётным званием «Заслуженный работник Республики Казахстан» за заслуги в медицинской науке Казахстана.
- 2005 — Государственная премия Республики Казахстан в области науки и техники в составе коллектива авторов за труд «Модель реформирования и совершенствования системы оказания медицинской помощи на основе разработки и внедрения новых высокоэффективных технологий в рыночных условиях» [2][3][4]
- 2005 — нагрудный знак Министерства здравоохранения «Отличник здравоохранения Республики Казахстан»
- 2014 — Орден Курмет за заслуги в области здравоохранения и многолетнюю добросовестную работу[5][6]
- 2016 — Медаль «25 лет независимости Республики Казахстан»